# Rachel Frederix
Rachel Frederix (Zolder, 2 november 1948) is een Vlaamse voormalig omroepster, stemactrice en scenariste.
Rachel Frederix was van 1974 tot 1989 omroepster bij de toenmalige BRT. In de jaren 90 sprak ze de stemmen in van de kinderserie Musti. Ze schreef daarnaast ook de scenario's van de boekjes van Musti. In 2013 bracht ze haar eigen prentenboek uit: "Het meisje dat geen tranen had".
Ze was getrouwd met ex-journalist en voormalig BRT-chef Jan Ceuleers. Samen hebben ze een dochter.

## Trivia
Naar aanleiding van een speciale uitzending van De laatste show op 17 maart 2011, gewijd aan 1986 met bijhorende omroep aan het begin en einde, was Rachel Frederix nog één keer te zien als omroepster met de oude leaders uit de jaren 80. 
- Gemeinsame Normdatei: 1057037230
- Virtual International Authority File: 310542627
- WorldCat: E39PBJkCXYftjc9933cRtVcF8C